# Eredivisie (mannenhandbal) 2012/13
De AfAB Eredivisie is de hoogste afdeling van het Nederlandse handbal bij de heren op landelijk niveau. In het seizoen 2012/2013 werd KRAS/Volendam landskampioen. HARO Rotterdam en Hercules degradeerden naar de Eerste divisie.

## Opzet
Eerst speelden de tien ploegen een reguliere competitie, de nummers een tot en met zes van deze reguliere competitie speelden in de kampioenspoule, waarvan de beste twee zich kwalificeren voor de Best of Three-serie. De winnaar van deze serie is de landskampioen van Nederland. De nummers zeven tot en met tien speelden in de degradatiepoule. De laagst geklasseerde ploeg in de degradatiepoule degradeerde rechtstreeks naar de eerste divisie. De een na laatste speelde een wedstrijd tegen de winnaar van het periodekampioenschap van de eerste divisie, om één plaats in de eredivisie.

## Teams
| Club             | Plaats         | Provincie     | Trainers                                                     | Hal              |
| ---------------- | -------------- | ------------- | ------------------------------------------------------------ | ---------------- |
| FIQAS/Aalsmeer   | Aalsmeer       | Noord-Holland | René Romeijn                                                 | De Bloemhof      |
| Eurotech/Bevo HC | Panningen      | Limburg       | Lambert van Berlo William Gommans ontslagen in december 2012 | De Heuf          |
| Pals groep/E&O   | Emmen          | Drenthe       | Joop Fiege                                                   | Harwig Arena     |
| HARO Rotterdam   | Rotterdam      | Zuid-Holland  | Zoran Jovanovic                                              | Albeda College   |
| Hercules         | Den Haag       | Zuid-Holland  | Menno de Klerk                                               | Boswijk          |
| Kremer/Hurry-Up  | Zwartemeer     | Drenthe       | Lars Hoogeveen Rob Fiege ontslagen in januari 2013           | De Eendracht     |
| OCI-LIONS        | Sittard-Geleen | Limburg       | Gabrie Rietbroek                                             | Glanerbrook      |
| Quintus          | Kwintsheul     | Zuid-Holland  | Eelco Overkleeft Jeroen Sebel                                | Van der Voorthal |
| Swift Arnhem     | Arnhem         | Gelderland    | Paul Schuurkens                                              | Elderveld        |
| KRAS/Volendam    | Volendam       | Noord-Holland | Mark Schmetz                                                 | Opperdam         |

## Reguliere competitie
| Pos | Club             | Wed | W  | G | V  | Ptn | DV  | DT  | +/−  | Opmerking                           |
| --- | ---------------- | --- | -- | - | -- | --- | --- | --- | ---- | ----------------------------------- |
| 1   | KRAS/Volendam    | 18  | 15 | 1 | 2  | 31  | 563 | 439 | +124 | Gekwalificeerd voor kampioenspoule  |
| 2   | OCI-LIONS        | 18  | 12 | 1 | 5  | 25  | 531 | 418 | +113 | Gekwalificeerd voor kampioenspoule  |
| 3   | FIQAS/Aalsmeer   | 18  | 12 | 0 | 6  | 24  | 516 | 459 | +57  | Gekwalificeerd voor kampioenspoule  |
| 4   | Quintus          | 18  | 10 | 2 | 6  | 22  | 491 | 462 | +29  | Gekwalificeerd voor kampioenspoule  |
| 5   | Pals groep/E&O   | 18  | 10 | 1 | 7  | 21  | 499 | 474 | +25  | Gekwalificeerd voor kampioenspoule  |
| 6   | Kremer/Hurry-Up  | 18  | 10 | 0 | 8  | 20  | 534 | 476 | +58  | Gekwalificeerd voor kampioenspoule  |
| 7   | Eurotech/Bevo HC | 18  | 10 | 1 | 12 | 20  | 455 | 537 | −5   | Gekwalificeerd voor degradatiepoule |
| 8   | Swift Arnhem     | 18  | 2  | 0 | 16 | 4   | 402 | 568 | −166 | Gekwalificeerd voor degradatiepoule |
| 9   | Hercules         | 18  | 2  | 1 | 10 | 5   | 301 | 365 | −64  | Gekwalificeerd voor degradatiepoule |
| 10  | HARO Rotterdam   | 18  | 1  | 0 | 17 | 2   | 440 | 593 | −153 | Gekwalificeerd voor degradatiepoule |

## Nacompetitie

### Degradatiepoule
| Pos | Club             | Wed | W | G | V | Ptn | DV  | DT  | +/− | BP | Opmerking                                                     |
| --- | ---------------- | --- | - | - | - | --- | --- | --- | --- | -- | ------------------------------------------------------------- |
| 1   | Eurotech/Bevo HC | 6   | 5 | 1 | 0 | 15  | 185 | 136 | +49 | 4  |                                                               |
| 2   | Swift Arnhem     | 6   | 3 | 1 | 2 | 10  | 165 | 141 | +24 | 3  |                                                               |
| 3   | Hercules         | 6   | 3 | 0 | 3 | 8   | 150 | 164 | −14 | 2  | Best of two tegen winnaar periodekampioenschap eerste divisie |
| 4   | HARO Rotterdam   | 6   | 0 | 0 | 6 | 1   | 137 | 196 | −59 | 1  | Directe degradatie naar eerste divisie                        |

### Kampioenspoule
| Pos | Club            | Wed | W | G | V | Ptn | DV  | DT  | +/− | BP | Opmerking                         |
| --- | --------------- | --- | - | - | - | --- | --- | --- | --- | -- | --------------------------------- |
| 1   | OCI-LIONS       | 10  | 9 | 0 | 1 | 23  | 274 | 236 | +38 | 5  | Gekwalificeerd voor Best of Three |
| 2   | KRAS/Volendam   | 10  | 6 | 2 | 2 | 20  | 263 | 248 | +15 | 6  | Gekwalificeerd voor Best of Three |
| 3   | FIQAS/Aalsmeer  | 10  | 4 | 1 | 5 | 13  | 278 | 266 | +12 | 4  |                                   |
| 4   | Kremer/Hurry-Up | 10  | 5 | 1 | 4 | 12  | 279 | 290 | −11 | 1  |                                   |
| 5   | Pals groep/E&O  | 10  | 3 | 0 | 7 | 8   | 260 | 282 | −22 | 2  |                                   |
| 6   | Quintus         | 10  | 1 | 0 | 9 | 5   | 239 | 271 | −32 | 3  |                                   |

1. 1 2 3 4  Speelt volgend seizoen Benelux Liga

## Best of Three
| 25 mei 2013 | KRAS/Volendam | 24 - 22 | OCI-LIONS | Opperdam, Volendam |
| 25 mei 2013 |               |         |           | Opperdam, Volendam |
| 25 mei 2013 |               |         |           | Opperdam, Volendam |

| 1 juni 2013 | OCI-LIONS | 26 - 23 | KRAS/Volendam | Glanerbrook, Geleen |
| 1 juni 2013 |           |         |               | Glanerbrook, Geleen |
| 1 juni 2013 |           |         |               | Glanerbrook, Geleen |

| 9 juni 2013 | KRAS/Volendam | 28 - 24 | OCI-LIONS | Opperdam, Volendam |
| 9 juni 2013 |               |         |           | Opperdam, Volendam |
| 9 juni 2013 |               |         |           | Opperdam, Volendam |

## Beste handballers van het jaar
Door de coaches zijn bij de heren de volgende spelers verkozen tot beste handballers van het jaar:
| Categorie    | Winnaar        | Club          |
| ------------ | -------------- | ------------- |
| Beste keeper | Martijn Cappel | KRAS/Volendam |
| Beste speler | Jasper Adams   | KRAS/Volendam |
| Talent       | Luc Steins     | OCI-LIONS     |